# Blandine Ngiri
Blandine Nyeh Ngiri (ur. 7 grudnia 1996) – kameruńska zapaśniczka walcząca w stylu wolnym. Srebrna medalistka igrzysk afrykańskich w 2023 i brązowa w 2019. Wicemistrzyni igrzysk frankofońskich w 2023. Czwarta na mistrzostwach Afryki w 2024 i piąta w 2022. Szesnasta na igrzyskach wojskowych w 2019 roku.